# Hourc
Hourc é uma comuna francesa na região administrativa de Occitânia, no departamento dos Altos Pirenéus. Estende-se por uma área de 2 km². Em 2010 a comuna tinha 108 habitantes (densidade: 54 hab./km²).